# 梅坎貝爾漢
梅坎貝爾漢（羅馬化：mekāne birhān）是埃塞俄比亞北部阿姆哈拉州北貢德爾地區的小鎮，座標12°59′N 38°7′E / 12.983°N 38.117°E，海拔2,900米。根據埃塞俄比亞中央統計局2005年人口普查的資料，梅坎貝爾漢人口約2,717，其中男性1,182人，女性1,535人。